# Stazione di Magliano di Tenna
La stazione di Magliano di Tenna è stata una stazione ferroviaria posta lungo la ex linea ferroviaria a scartamento ridotto Porto San Giorgio-Fermo-Amandola chiusa il 27 agosto 1956, era a servizio del comune di Magliano di Tenna.

## Stato Attuale
Il fabbricato è ancora esistente oggi, ma adibita ad abitazione privata.